# Suleiky Gómez
Suleiky Hernande Gómez (født 24. juli 1984) er en håndboldspiller fra Cuba. Hun spiller på Cubas håndboldlandshold, og deltog under VM 2011 i Brasilien.